# 柴村仁
柴村仁是日本女性小説家。生在近畿，成長於日本海。巨蟹座，血型B型。曾榮獲第10回電擊小說大獎金獎，受獎作品《我家有個狐仙大人》是她的出道作品。

## 作品列表
- 《我家有個狐仙大人》系列（電撃文庫）插畫：放電映像

### 由良三部曲
- 《賽姬的眼淚》（2009年1月7日）（電撃文庫・Media Works文庫） 插畫：也
- 《海德拉的告白》（2010年3月25日）（Media Works文庫） 插畫：也
- 《生者的紀念日》（2010年4月26日）（Media Works文庫） 插畫：也

### 會長系列
-  (2009年12月16日) (Edge・德間文庫)　插畫：水木由真
-  (2011年5月7日) (德間文庫)　插畫：水木由真

### 其他
- 《E.a.G.》（2007年2月25日）（電撃文庫）插畫：也
- （2008年2月10日）（電撃文庫）插畫：
- 《4Girls》（2011年1月25日）（Media Works文庫） 插畫：也
- 《夜宵》（2011年11月10日）（講談社BOX） 插畫：六七質

## 外部連結
- （日語）STORAGE-ONE 柴村仁的網頁（鎖閉）
- （日語）柴村仁的BLOG （页面存档备份，存于） 柴村仁的BLOG